# Georgios Sphrantzes
Georgios Sphrantzes (mittelgriechisch Γεώργιος Σφραντζής, früher fälschlich Φραντζής Phrantzes geschrieben; * 30. August 1401 in Konstantinopel; † zwischen 1477 und 1479 auf der Insel Korfu) war ein byzantinischer Beamter und Geschichtsschreiber.
Sphrantzes verfasste das sogenannte Chronicon Minus („Kleine Chronik“), das unter anderem eine knappe Schilderung vom Fall von Konstantinopel im Jahre 1453 enthält, aber auch ansonsten eine wichtige Quelle für diese Zeit darstellt. Auch Sphrantzes’ Biographie geht daraus hervor. Das bis ins 20. Jahrhundert ebenfalls ihm zugeschriebene Chronicon Maius („Große Chronik“) von deutlich größerem Umfang wurde tatsächlich erst ein Jahrhundert nach seinem Tod auf der Grundlage u. a. seines Chronicon Minus verfasst.
Sphrantzes diente den Palaiologenkaisern in verschiedenen Positionen; so war er Kammerherr und später Gesandter. Nach dem Fall Konstantinopels geriet er in osmanische Gefangenschaft, konnte aber sich und seine Ehefrau später freikaufen. Seine Tochter Thamar geriet in den osmanisch-imperialen Harem im Dezember 1455 wo sie im Alter von 14 Jahren und fünf Monaten starb (Chronicle, 37.9; translated by Philippides, The Fall, p. 75). Er zog sich daraufhin in ein Kloster auf der Insel Korfu zurück, wo er sein Werk fortsetzte.

## Werkausgaben
- Georgii Phrantzae: Annales. In: Immanuel Bekker (Hrsg.): Georgius Phrantzes, Ioannes Cananus, Ioannes Anagnostes (= Corpus scriptorum historiae Byzantinae 33). Weber, Bonn 1838 (griech. und lat.).
- Marios Philippides (Übers.): George Sphrantzes: The Fall of the Byzantine Empire: a chronicle. University of Massachusetts Press, Amherst 1980.
- Riccardo Maisano (Bearb.): Giorgio Sfranze: Cronaca (= Corpus fontium historiae Byzantinae 29: Series Italica; Scrittori Bizantini 2). Accademia Nazionale dei Lincei, Rom 1990 (griech. und ital., mit ital. Einleitung).